# Erlauf (Gemeinde)
Erlauf ist eine Marktgemeinde mit 1139 Einwohnern (Stand 1. Jänner 2024) im Bezirk Melk in Niederösterreich.

## Geografie
Erlauf liegt im Mostviertel in Niederösterreich am gleichnamigen Fluss Erlauf, rund 5 km südwestlich von Pöchlarn. Die Fläche der Marktgemeinde umfasst 9,67 Quadratkilometer. 19,77 Prozent der Fläche sind bewaldet.

### Gemeindegliederung
Das Gemeindegebiet umfasst folgende acht Ortschaften (in Klammern Einwohnerzahl Stand 1. Jänner 2024):
- Erlauf (769)
- Harlanden (49)
- Knocking (35)
- Maierhofen (13)
- Niederndorf (135)
- Ofling (26)
- Steinwand (55)
- Wolfring (57)

Die Gemeinde besteht aus den Katastralgemeinden Erlauf, Harlanden, Knocking und Steinwand.

### Nachbargemeinden
| Krummnußbaum | Golling                                     |          |
|              | Kompassrose, die auf Nachbargemeinden zeigt | Pöchlarn |
| Bergland     |                                             |          |

## Geschichte
Der Unterlauf des Flusses Erlauf im Mündungsbereich zur Donau ist ein Jahrtausende alter Siedlungsraum. Die ältesten bekannten Funde stammen aus der mittleren Bronzezeit und sind fast 3500 Jahre alt. Es handelt sich um Gefäßbruchstücke, die in einer Wohnhöhle auf der Anhöhe über Ofling gefunden wurden.
Im Altertum war das Gebiet Teil der Provinz Noricum.
Die Gegend des Ortes Erlauf war mit Sicherheit in der Römerzeit besiedelt. Der Platz Arelape umschloss das eigentliche Militärlager etwa von Brunn über Stadt Pöchlarn bis zu den römischen Töpfereien von Ornding. Das Militärlager befand sich auf einer Insel, die im Norden vom Donaufluss begrenzt war und im Süden von einem Donauarm, der von Krummnußbaum über Brunn bis Ornding verlief und später wieder in die Donau mündete. In diesem Arm mündete auch der Fluss Erlauf. Von diesem Donauarm zeugt auch ein beim Schröckenbühel gefundener römischer Stein zum Anlegen der Schiffe.
Erlauf wird 823 in der Urkunde Confirmatio Ludovici Pii erwähnt, in welcher König Ludwig der Fromme den Ort an das Bistum Passau übergibt.
In einer Darstellung des Erzherzogtums Österreich unter der Enns ist 1838 Erlauf wie folgt beschrieben: Ein Dorf 41 Häuser, wovon Melk die nächste Poststation ist. In 50 Familien leben 143 männliche, 159 weibliche Personen und 32 Schulkinder. Der Viehstand zählt 41 Pferde, 18 Ochsen, 73 Kühe, 89 Schafe und 120 Schweine. Die hiesigen Einwohner sind gut bestiftete Landbauern, unter denen nebst einem Wundarzt, Bäcker, Wirte, Fleischer, sich noch verschiedene Handwerker befinden. Auf meist guten Gründen werden Weizen, Korn, Gerste und Hafer angebaut, nebst anderem auch Hülsenfrüchten, auch wird eine gute Viehzucht getrieben und Obstbau, wovon das Obst zum Teil zur Mostbereitung verwendet wird.
Die Ortsgemeinde Erlauf wurde im Jahre 1850 gebildet. Sie setzte sich aus den Katastralgemeinden Erlauf, Harlanden, Knocking und Steinwand zusammen. Erlauf zählte zu dieser Zeit 50 Häuser mit 353 Einwohnern. 1923 gab es in Erlauf 78 Häuser mit 691 Einwohnern. Die Aufgaben und Befugnisse sowie die Ausstattung mit finanziellen Mitteln waren bei den Gemeinden anfangs sehr gering. Bis 1870 gab es in Erlauf eine israelitische Privatschule.
Obwohl schon vor dem Jahr 1800 durch Hilfslehrer Privatunterricht erteilt wurde, gab es bis 1887 nur eine einklassige Schule für ca. 160 Kinder. In diesem Jahr wurde eine zweite Klasse eingeweiht, 1894 kam eine dritte Klasse dazu. Das alte Schulhaus ist das heutige Museumsgebäude neben der Pfarrkirche. Das heutige Volksschulgebäude ist 1959 eröffnet worden.
Der Ort Erlauf liegt an der Poststraße von Wien nach Linz, daher gab es früher eine Poststation zum Wechseln der Pferde. Die Straße kreuzte sich hier mit der sogenannten Eisenstraße aus dem Erlauftal (Eisenwurzen), auf der Eisenwaren zur Verschiffung an die Donau gebracht wurden. Laut Adressbuch von Österreich waren im Jahr 1938 in der Ortsgemeinde Erlauf zwei Bäcker, ein Binder, ein Fettwarenhändler, zwei Fleischer, ein Friseur, vier Gastwirte, sechs Gemischtwarenhändler, ein Modegeschäft, eine Milchgenossenschaft, ein Pferdehändler, zwei Rohproduktehändler, ein Sattler, ein Schlosser, zwei Schmiede, ein Schneider, drei Schuster, zwei Tischler, ein Wagner und einige Landwirte ansässig. Weiters gab es eine Zemerntwarenerzeugung und zwei Steinbruchunternehmen und ein Elektrizitätswerk an der Erlauf.
Die Bundesstraße 1 wurde ab 1950 zu einer wichtigen Ost-West-Verbindung. Zu Ostern 1959 sind 1600 Fahrzeuge in der Stunde gezählt worden, damals eine große Belastung wegen der engen Ortsdurchfahrt, auf der Autobahn rechnete man im Sommer 2000 mit über 50.000 Fahrzeugen in 24 Stunden.
Im Dezember 1959 wurde das erste Teilstück der Westautobahn eröffnet. Es reicht von St. Christophen bis Erlauf. Die Autobahn mündete damals am Schröckenbühel in die B 1. Das Teilstück Erlauf bis Kottingpurgstall (Amstetten Ost) ging im Dezember 1961 in Betrieb. Zu dieser Zeit bestanden in Erlauf drei Tankstellen.
Um 1975 wurde die heutige Ortsdurchfahrt im Anschluss an die Errichtung der Wasserleitung und Kanalisation geschaffen. Ein Haus in der Ortsmitte musste dafür abgerissen werden.

### Einwohnerentwicklung
| Erlauf: Einwohnerzahlen von 1869 bis 2024           | Erlauf: Einwohnerzahlen von 1869 bis 2024 | Erlauf: Einwohnerzahlen von 1869 bis 2024 | Erlauf: Einwohnerzahlen von 1869 bis 2024 | Erlauf: Einwohnerzahlen von 1869 bis 2024 |
| --------------------------------------------------- | ----------------------------------------- | ----------------------------------------- | ----------------------------------------- | ----------------------------------------- |
| Jahr                                                |                                           |                                           |                                           | Einwohner                                 |
| 1869                                                | 1869                                      |                                           | 844                                       | 844                                       |
| 1880                                                | 1880                                      |                                           | 823                                       | 823                                       |
| 1890                                                | 1890                                      |                                           | 962                                       | 962                                       |
| 1900                                                | 1900                                      |                                           | 1.088                                     | 1.088                                     |
| 1910                                                | 1910                                      |                                           | 1.210                                     | 1.210                                     |
| 1923                                                | 1923                                      |                                           | 1.137                                     | 1.137                                     |
| 1934                                                | 1934                                      |                                           | 1.126                                     | 1.126                                     |
| 1939                                                | 1939                                      |                                           | 1.149                                     | 1.149                                     |
| 1951                                                | 1951                                      |                                           | 1.093                                     | 1.093                                     |
| 1961                                                | 1961                                      |                                           | 1.047                                     | 1.047                                     |
| 1971                                                | 1971                                      |                                           | 1.118                                     | 1.118                                     |
| 1981                                                | 1981                                      |                                           | 1.061                                     | 1.061                                     |
| 1991                                                | 1991                                      |                                           | 1.085                                     | 1.085                                     |
| 2001                                                | 2001                                      |                                           | 1.144                                     | 1.144                                     |
| 2011                                                | 2011                                      |                                           | 1.107                                     | 1.107                                     |
| 2021                                                | 2021                                      |                                           | 1.119                                     | 1.119                                     |
| 2024                                                | 2024                                      |                                           | 1.139                                     | 1.139                                     |
| Quelle(n): Statistik Austria, Gebietsstand 1.1.2021 |                                           |                                           |                                           |                                           |

## Kultur und Sehenswürdigkeiten

### Bauwerke
- Katholische Pfarrkirche Erlauf hl. Johannes Nepomuk mit dem Kriegerdenkmal
- Spätgotische Balkendecke in Marktplatz 1
- Friedensgedenkstätte im Haus der Kapitulation vom 8. Mai 1945
- Friedensmuseum „Erlauf erinnert“ (eröffnet 9. Mai 2015)

### Museum Erlauf Erinnert

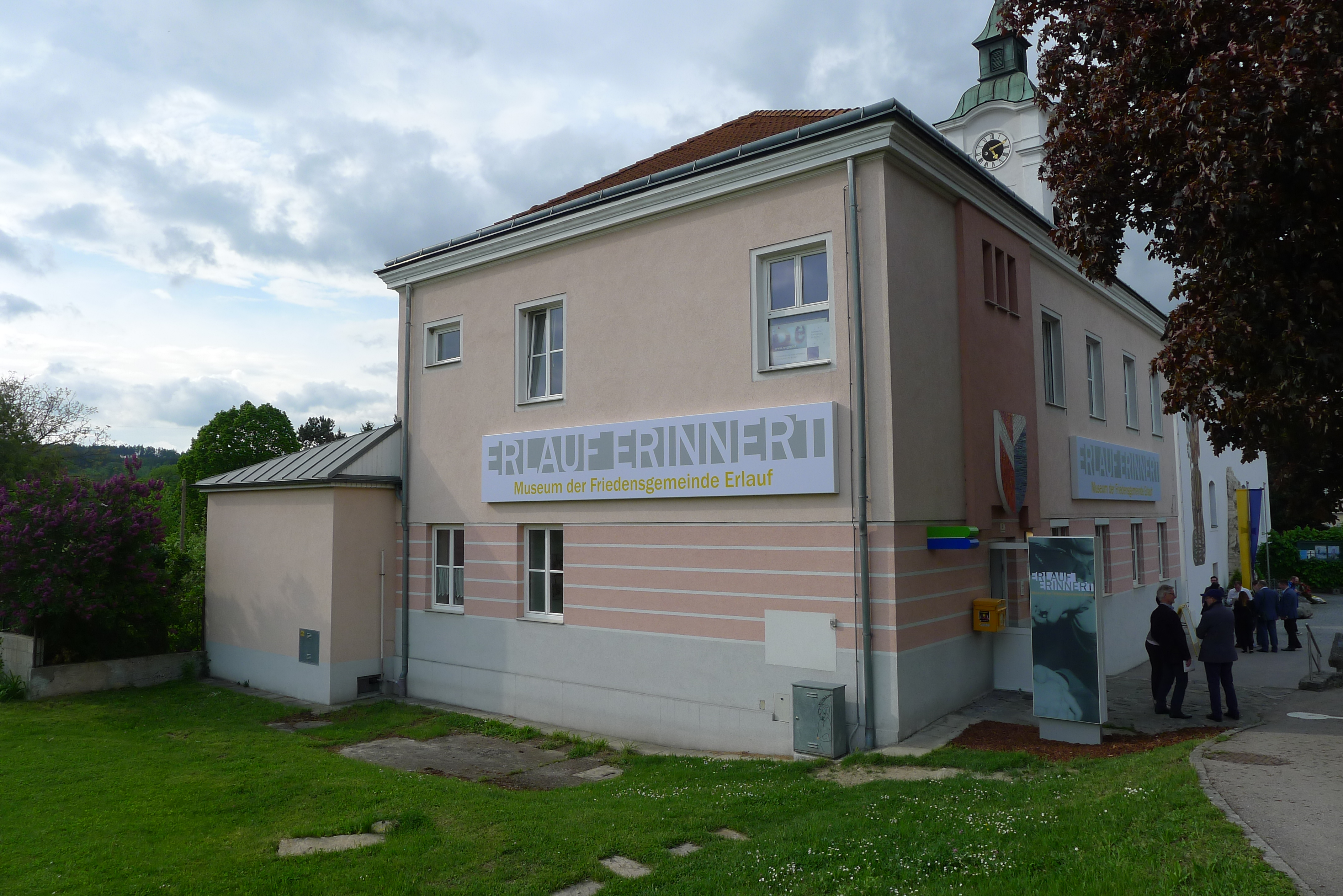
Friedensmuseum Erlauf

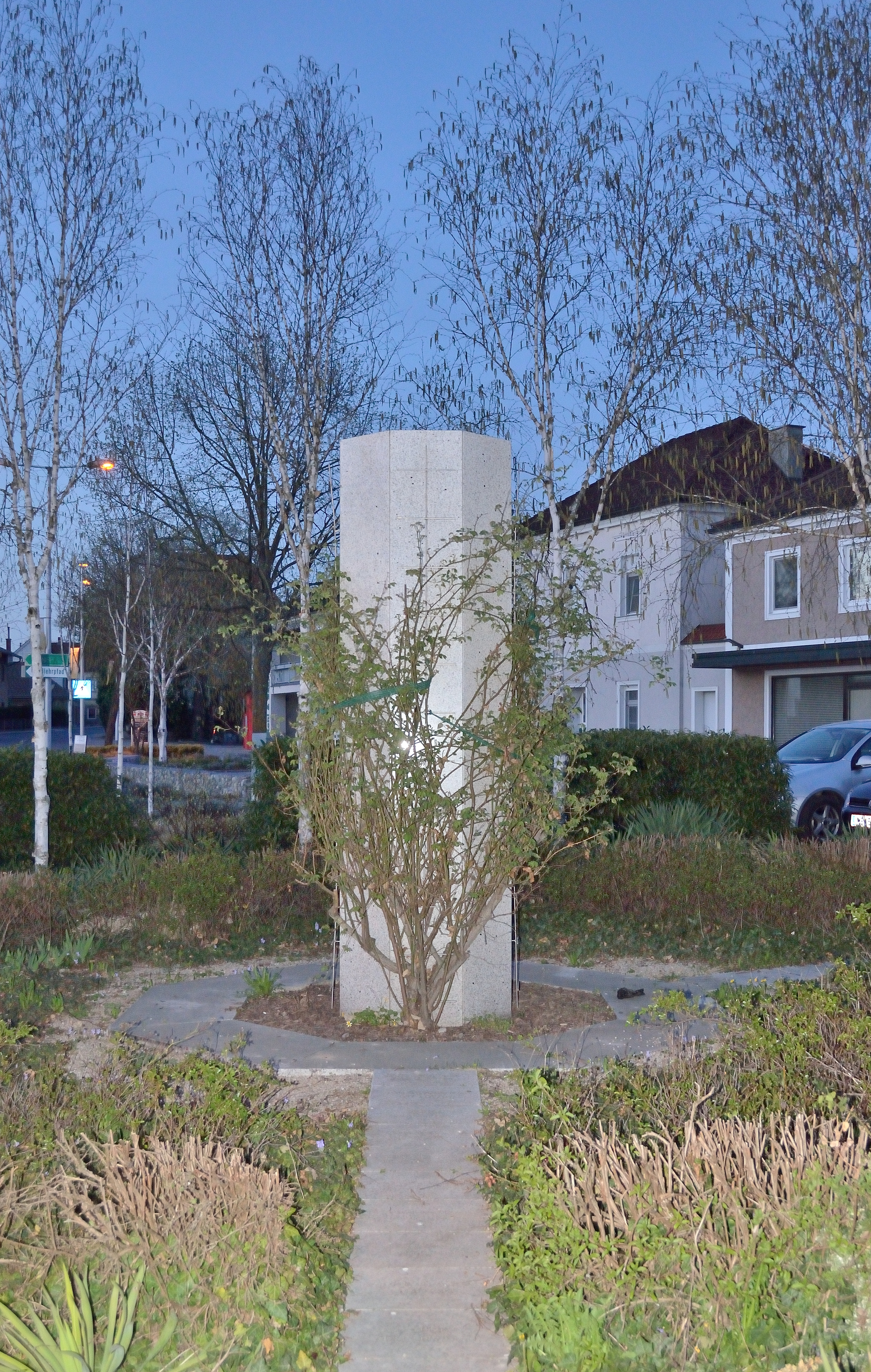
Friedensdenkmal Erlauf

In Erlauf trafen am 8. Mai 1945 die Truppen der USA vom Westen und der Sowjetunion vom Osten aufeinander. In der Nacht vom 8. auf den 9. Mai 1945 trafen sich dann in Erlauf der sowjetische General Dmitri Dritschkin und der US-amerikanische General Stanley Reinhart und feierten gemeinsam den um 00:01 Uhr in Kraft tretenden Waffenstillstand, womit der Zweite Weltkrieg in Europa beendet war. Hier wurde im Haus des NS-Bürgermeisters festgelegt, dass die zukünftige Demarkationslinie an die Enns verlegt wird, womit die Amerikaner einige Kilometer zurückrücken mussten. Dieses Gebäude wurde von der Gemeinde später angekauft und beherbergt heute das Gemeindeamt.
1965 wurde eine Gedenktafel enthüllt. Da hier nach dem Zweiten Weltkrieg die amerikanischen und die sowjetischen Truppen erstmals zusammentrafen, trägt die Gemeinde den Beinamen Friedensgemeinde.
20 Jahre nach dem historischen Treffen der Generäle brachten die jüdischen Emigranten Ernst Brod und Frank Schanzer die Erinnerung an die Ereignisse mit einer Broschüre der US-Division nach Erlauf zurück. Die daraufhin am Gemeindehaus vom Abgeordneten zum Niederösterreichischen Landtag Franz Stangler und den Gemeindepolitikern offiziell enthüllte Gedenktafel war die Initialzündung für eine bis heute lebendige Erinnerungskultur in Erlauf. Kein anderer Ort vergleichbarer Größe im deutschsprachigen Raum hat sich derart bewusst und über eine ähnlich lange Zeitspanne hinweg mit den Themen Frieden, Erinnerung und Kunst auseinandergesetzt.
Von 1965 an organisierte die Gemeinde zunächst jährlich eine Gedenkfeier, aus denen später die Friedenstage hervorgingen. Und schließlich entstand eine intensive künstlerische Auseinandersetzung mit der Geschichte im öffentlichen Raum: 1995 wurden die Friedensdenkmäler von Jenny Holzer und Oleg Komov errichtet und in der Folge eine Reihe von temporären Kunstprojekten im öffentlichen Raum wie „Erlauf erinnert sich“ (2000, 2002), „17 Momente vor dem Frühling“, Erinnerung an die Russen in Niederösterreich (2004) oder das partizipative Musikprojekt AMF—Allied Musical Forces (2006) des Komponisten Konrad Rennert realisiert. Parallel dazu widmete man sich mit Ausstellungen in einer kleinen Friedensgedenkstätte und mehreren Dokumentationsfilmen den historischen Aspekten.
Mit dem ERLAUF ERINNERT Museum der Friedensgemeinde Erlauf wurde ein lebendiger Ort der übergreifenden Auseinandersetzung mit Zeitgeschichte, Erinnerungskultur und Gegenwartskunst geschaffen.
Seit Mai 2015 werden in einer 250 m² großen Dauerausstellung – 70 Jahre nach Kriegsende und ausgehend von dem historischen Ereignis 1945 – die Vorgänge in Ort und Region, die Geschichte von Totalitarismus und Vertreibung genauso wie die Brüche und Kontinuitäten der österreichischen Erinnerungskultur der Zweiten Republik in Verbindung mit künstlerischen Arbeiten gezeigt. Im Archiv der Kunst und im Filmraum lassen sich alle in Erlauf verwirklichten Kunst- und Filmprojekte erschließen. Eine Sonderausstellungsfläche ist temporären Ausstellungen, Vorträgen, Lesungen, Filmvorführungen und Vermittlungsprojekten gewidmet. Die künstlerische Auseinandersetzung mit der Thematik wird in einem temporär bespielbaren Teil der Ausstellung fortgesetzt.

## Wirtschaft und Infrastruktur
Nichtlandwirtschaftliche Arbeitsstätten gab es im Jahr 2001 33, land- und forstwirtschaftliche Betriebe nach der Erhebung 1999 34. Die Zahl der Erwerbstätigen am Wohnort betrug nach der Volkszählung 2001 530. Die Erwerbsquote lag 2001 bei 47,89 Prozent.

### Öffentliche Einrichtungen
In Erlauf befindet sich ein Kindergarten und eine Volksschule.

## Politik

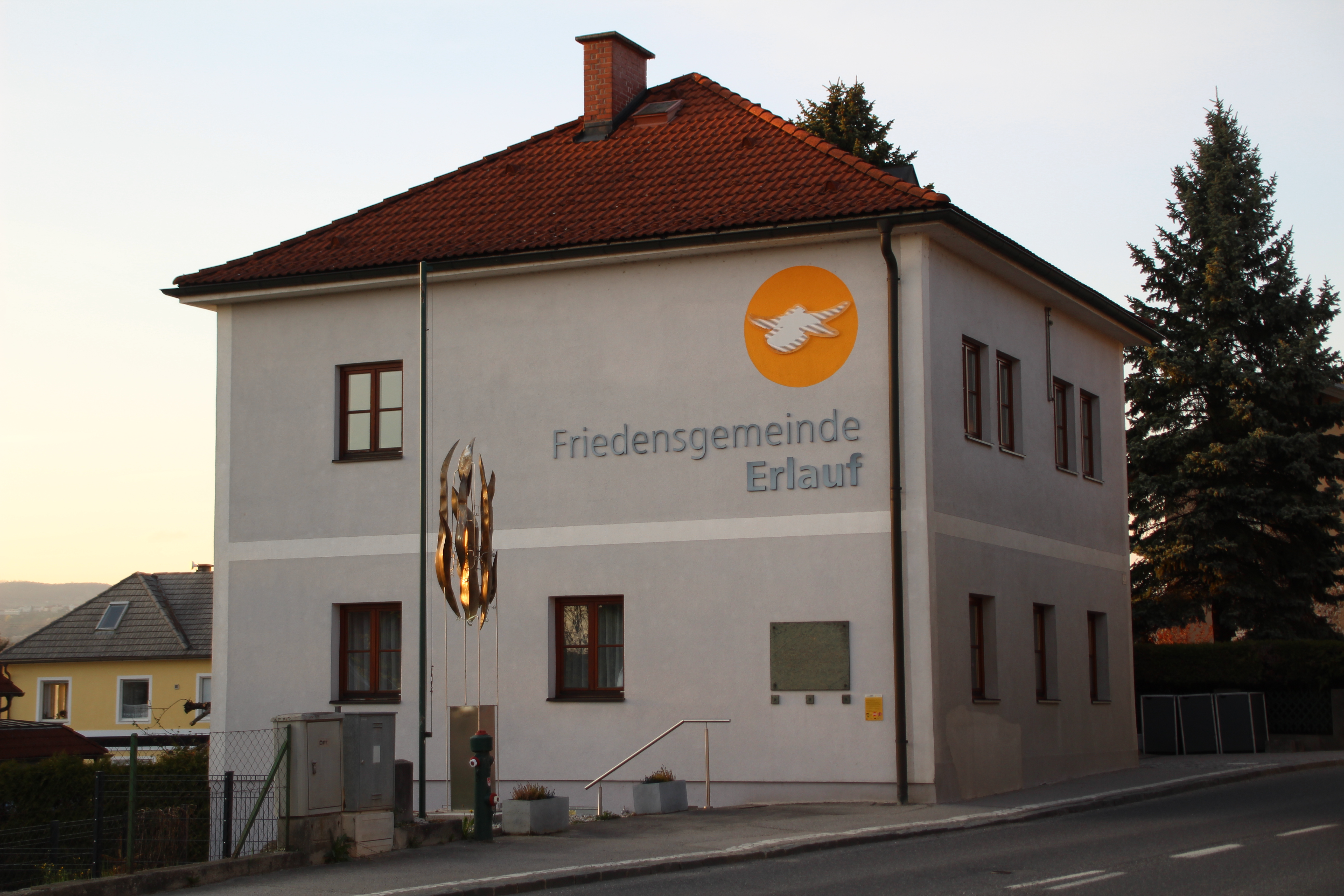
Gemeindeamt Erlauf

### Gemeinderat
Der Gemeinderat hat 19 Mitglieder.
- Mit den Gemeinderatswahlen in Niederösterreich 1990 hatte der Gemeinderat folgende Verteilung: 12 ÖVP und 7 SPÖ.
- Mit den Gemeinderatswahlen in Niederösterreich 1995 hatte der Gemeinderat folgende Verteilung: 12 ÖVP und 7 SPÖ.[6]
- Mit den Gemeinderatswahlen in Niederösterreich 2000 hatte der Gemeinderat folgende Verteilung: 11 ÖVP, 5 SPÖ und 3 FPÖ.[7]
- Mit den Gemeinderatswahlen in Niederösterreich 2005 hatte der Gemeinderat folgende Verteilung: 12 ÖVP, 4 SPÖ und 3 FPÖ.[8]
- Mit den Gemeinderatswahlen in Niederösterreich 2010 hatte der Gemeinderat folgende Verteilung: 12 ÖVP, 4 SPÖ und 3 FPÖ.[9]
- Mit den Gemeinderatswahlen in Niederösterreich 2015 hatte der Gemeinderat folgende Verteilung: 12 ÖVP, 3 SPÖ, 2 Bürgerliste Erlauf aktiv und 2 FPÖ.[10]
- Mit den Gemeinderatswahlen in Niederösterreich 2020 hatte der Gemeinderat folgende Verteilung: 11 ÖVP, 5 SPÖ, 2 Bürgerliste Erlauf aktiv und 1 FPÖ.[11]
- Mit den Gemeinderatswahlen in Niederösterreich 2025 hat der Gemeinderat folgende Verteilung: 10 ÖVP, 5 SPÖ und 4 FPÖ.[12]

### Bürgermeister
- bis 2009 Franz Kuttner (ÖVP)
- seit 2009 Franz Engelmaier (ÖVP)

## Persönlichkeiten
- Matthäus Bauchinger (1851–1934), Ehrenbürger, Pfarrer und Politiker[13]
- Franz Stangler (1910–1983), Lehrer und Politiker